# Everything (игра)
Everything (с англ. — «Всё») — компьютерная игра-симулятор, созданная независимой командой разработчиков под руководством Дэвида Ореилли. Игра была выпущена для PlayStation 4 21 марта 2017 года, для Microsoft Windows и macOS 21 апреля 2017 года, а для Linux — 28 апреля 2017 года. Версия игры для Nintendo Switch была издана 10 января 2019 года, в Японии её выпуск состоялся 13 февраля 2020 года.
Игра позволяет управлять любым предметом, представленным в игре, будь это животное, камень, растение, микроб или планета. В Everything используется несколько уровней пространственных протяженностей, игрок может попасть в мир насекомых, микроорганизмов, атомов или, наоборот, влиять на планетные системы. Everything создавалась под влиянием философии Алана Уоттса, продвигающего идею единства человека и вселенной. Дизайнер игры Дэвид Ореилли заметил, что при разработке игры руководствовался идеей исследования мира с точки зрения вещей, которые окружают человека. Данную идею Ореилли ещё исследовал при разработке его первой игры Mountain. Музыку к Everything написали совместно немецкие композиторы Бен Лукас Бойсен и Себастьян Плано, создавшие мелодии с успокаивающим тоном и лишённые какого либо развития. Песни записывались с участием виолончели, пианино и электронной музыки.
Everything получила ряд наград различных номинаций, среди которых Golden Joystick, GDC Awards, D.I.C.E. Awards и другие. Игровые критики в основном благосклонно отнеслись к игре, указав на её необычный игровой процесс, хорошую реиграбельность а также подталкивание игрока к философским мыслям о существовании, бытии и роли человека во вселенной.

## Игровой процесс

Игрок может управлять почти любым существом в игре и взаимодействовать с окружающем миром, образуя уникальные сценарии поведения

Everything представляет собой симулятор, где игрок может исследовать вселенную, созданную посредством процедурной генерации и управлять всевозможными объектами, будь это животные, планеты или даже вирус ВИЧ. Игрок начинает играть за какой-либо предмет или существо, которое может передвигаться в пространстве. Он может переключить свой контроль на другой объект, меньше текущего; это отражается и на масштабировании игры. В конце концов, игрок, переключаясь на новые и более мелкие предметы, доходит к заключению до субатомного уровня, после чего игра позволяет снова игроку переходить и на более крупные объекты. С этого момента игрок может принимать огромные формы, включающиеся себя земные массивы, планеты и даже целые звездные системы. Когда игрок переключается с одной формы на другую, он обнаруживает других существ или предметы, доступные для общения или взаимодействия. В игре используется несколько уровней пространственных протяженностей для игрового мира, каждое из которых существует в рамках собственной величины, например микромир, макромир, мегамир и т. д. В каждом из данных «миров» действуют свои законы физики, игрок может между ними перемещаться, выбирая новые объекты.
Когда игрок выбирает очередной предмет или существо, совершая с ним какие либо движения или посылая команду «петь», этот объект добавляется в каталог внутриигровой энциклопедии. Игрок может в любой момент заменить один предмет другим, которым он уже раннее владел, однако в этом случае предмет будет промасштабирован в соответствие положением игрока в масштабе-пространстве, например если, находясь на улице, игрок выберет из каталога планету, то она будет размером с мяч. Конечная цель игры заключается в том, чтобы исследовать все возможные предметы и завершить внутриигровой каталог. На протяжении всего игрового сеанса игрок может встречать цитаты философа Алана Уоттса. Если он забрасывает игру, управляемый объект будет самостоятельно взаимодействовать с окружающим пространством.

## Разработка
Разработкой игры занимался ирландский геймдизайнер Дэвид Ореилли, который ранее создал игру Mountain, где игроки могли ограниченно взаимодействовать с виртуальной горой. Mountain была разработана с использованием игрового движка Unity. Занимаясь созданием Mountain, Ореилли увидел в нём потенциал изображать мир природы в реальном времени, это и послужило вдохновением для создания игры Everything.
| Дэвид Ореилли                                                               | Дэмиен Ди Феде |
| Дэвид Ореилли (дизайнер) и Дэмиен Ди Феде (программист) — разработчики игры |                |

Издателем выступила Double Fine Productions, которая ранее выпустила игру Mountain. Ещё до выпуска Everything Ореилли заметил, что «моя игра, — о вещах, которые мы видим, их взаимодействие и их точки зрения. В данном контексте, вещи это то, как мы разделяем реальность, чтобы мы могли понять их и говорить о них друг с другом». Геймдизайнер также заметил, что Everything, это продвижение идеи, ещё заложенной в игре Mountain. Позже Ореилли, обсуждая ожидания игроков заметил, что хочет, чтобы «Everything помогла игроку почувствовать себя живым. Не с помощью побега, отвлечения или произвольного разочарования, а чтобы он увидел окружающий мир в новом свете». Разработчик вдохновлялся учениями британского философа Алана Уоттса, продвигающего философию единства человека и вселенной, а также восточной, континентальной философией, и стоицизмом.
Разработка велась командой из трёх человек, включая программиста Дэмиена Ди Феде, раннее помогавшего Ореилли в разработке Mountain. Ореилли также полностью возложил на себя финансирование проекта. Команда рассматривала Everything скорее, как эксперимент или как предмет искусства. Также из-за бюджетных ограничений, разработчики приняли ряд упрощений в игре, например все существа, которые должны перемещаться на свой конечностях, в игре просто перекатываются через голову. Ореилли объяснял такие решения тем, что «ломая реальность игрового мира, это самое забавное решение ряда проблем при создании целой вселенной». Кроме того, Ореилли заметил, что «их работа над анимацией была похожа на ту, что делали разработчики во времена „первых дней существования компьютерной анимации“, когда художникам приходилось в одиночку работать над анимацией огромного количества предметов». Однако главная цель разработчиков состояла в проработке окружающего мира, в частности если игрок бездействует, что его управляемый предмет или создание совершает самостоятельно простые взаимодействия с окружающим миром. Это отражает идею Ореилли о том, что природа существует сама по себе, без какого либо вмешательства. Всего к Everything было создано 3000 объектов, с которыми можно взаимодействовать. При этом для данных предметов свойственны простые и грубые движения. Сам достаточно простой и карикатурный стиль анимации компенсируется атмосферным саундтреком. Ореилли признался, что задумывал в начале куда менее грандиозный проект, ориентируясь на то что с участием трёх человек, он будет закончен за шесть месяцев, в итоге процесс разработки растянулся на три года, а Ореилли пришлось привлечь в команду звукорежиссёра, композиторов и программистов, которые должны были заниматься моделированием внутриигровых объектов, а затем команда заручилась поддержкой другой студии, чтобы оптимизировать Everything для работы на PlayStation 4.

## Музыка

Обложка саундтрека к игре Everything.

Музыкальные композиции к игре создали Бен Лукас Бойсен и Себастьян Плано родом из Германии, Берлина. Оба композитора совместно работали над музыкальными темами. Они должны были отразить в виде четырёхчасового звукового пейзажа идею возможности стать чем угодно в интерактивном мире. Хотя саундтрек изначально создавался, как дополняющий художественную атмосферу к игре, в итоге его можно рассматривать, как самостоятельный альбом, собранный из 10 композиций и изданный лейблом Erased Tapes. Музыка обладает заметной терапевтической атмосферой, позволяющей слушателю погружаться в медитативное состояние. Обложку альбома украшают многочисленные предметы из вселенной Everything, составленные Дэвидом Орелли в сотрудничестве с дизайнером Торстеном Посселтом из FELD. Сам альбом вышел 18 июля 2017. Помимо цифровой версии, были выпущены физические издания в виде дисков и виниловых пластинок. Виниловое издание также включало бесплатный ключ к игре.
Бен Лукас Бойсен забавно описал своё знакомство с Дэвидом Орелли, заметив, что сначала подумал, что письмо, отправленное Дэвидом было спамом:
Он написал «Привет, Я хочу, чтобы ты поработал над моей игрой. Можем созвониться по Скайпу?» Мы созвонились и я увидел перекатывающихся медведей, которых вы видите в трейлере. В тот момент там не было музыки и только реально сырые звуковые эффекты. И я спросил его: «Анимация медведя останется такой?» и он сказал «Да, это готовая анимация». И я сказал: «Что ж, тогда мне надо реально поработать над этим проектом».  
Оригинальный текст (англ.)He said, ‘Hello, I want you to work on my game. Should we have a Skype call?’
We got on Skype, and I saw the rolling bear animation right away that you see in the trailer. That was at a point where there was no music, just really raw sound effects. And I asked him, ‘Will the animation of the bear be like this?’ And he said, ‘Yeah, that’s the final animation.’ And I said, ‘Well then I really need to work on this project.’Цитата Лукас Бойсена в интервью Dayly.Bandcamp
Сами композиции были записаны с участием музыкальных инструментов, в частности виолончели и электронной музыки. При этом композиторы должны были создать музыку, не отвлекающую игрока и не связанную с идеей и структурой игры — что оказалось сложной задачей. Ореилли, дизайнер игры желал, чтобы музыка был похожей на пьесы Иоганна Штрауса, однако композиторы сразу заметили, что хотели создать композиции в собственном стиле. Лукас и Себастьян обсуждали множество подходов к созданию музыкальной темы, от математических/прямолинейных, до абстрактных/философских. В итоге созданные композиции сочетали в себе оба данных подхода. Каждый трек записывался сначала с участием свободных импровизаций виолончели, затем к ней добавляли пианино и множество других звуковых эффектов и экспериментальных звуков. Сама музыка получилась достаточно абстрактной и концептуальной, лишённой какой либо цели и логического завершения, под стать самой игре. Дэвид Орелли описывал музыку, как широкий спектр звуков и текстур, «музыкальной библиотекой», придающей игре большею глубину.

## Восприятие
11-минутный трейлер Everything, сопровождающийся цитатами британского философа Алана Уоттса получил приз жюри на кинофестивале «Независимые короткометражные ленты Вены» в мае 2017 года, в связи с данным событием, трейлер игры он был включён в список кандидатов на премию Оскар за лучший анимационный короткометражный фильм на церемонии вручения премии «Оскар 90», что сделало его первым трейлером видеоигры, претендующим на получение данной премии. Редакция Eurogamer поставила Everything на 37 место в списке «50 лучших игр 2017 года», в то время по версии Polygon, игра заняла девятое место в списке 50 лучших игр 2017 года.
Everything получила награду Change Awards в категории «Самая инновационная игра» и была номинирована в категории «Лучшая инди-игра» на премии Golden Joystick. Также игра была номинирована на премию Off-Broadway Award, как лучшая инди-игра на мероприятии New York Game Awards 2018, на приз в категории «Инновационная награда» на 18-й ежегодной премии разработчиков игр, на «D.I.C.E. Sprite Award» на 21-й ежегодной премии DICE и на приз «Игра, особый класс» на 17-том ежегодном шоу NAVGTR Awards. Редакция Polygon назвала Everything одной из лучших игр десятилетия.

### Критика
| Сводный рейтинг                  | Сводный рейтинг                   |
| Агрегатор                        | Оценка                            |
| -------------------------------- | --------------------------------- |
| GameRankings                     | 78,26 %                           |
| Metacritic                       | PS4: 80/100 PC: 78/100 NS: 71/100 |
| Иноязычные издания               |                                   |
| Издание                          | Оценка                            |
| Washington Post                  | [ 35 ]                            |
| PSNStores                        | [ 36 ]                            |
| Playstation Official Magazine UK | 90/100                            |
| PC Gamer                         | 80 %                              |
| The Overpowered Noobs            | 7,5/10                            |
| Multiplayer.it                   | 7,0                               |
| VideoGamer                       | 5/10                              |

Игра получила в основном положительные оценки со стороны игровых критиков. Например редакция Polygon заметила, что Everything скорее игра о созидании, а не действии, заметив однако, что мир природы, представленный в игре наполнен противоречиями. Редакция The Washington Post, обозревая Everything заметила, что редкая игра побуждает у человека желание вести лучшую жизнь. Редакция Playstation Official Magazine UK назвала игру «странной, но замечательной, сбивающей с толку, но соблазнительной, являющейся скорее произведением искусства, которое заставит вас оценить удивительную нелепость его создания. Можно с уверенностью сказать, что она стоит своих 12 фунтов».

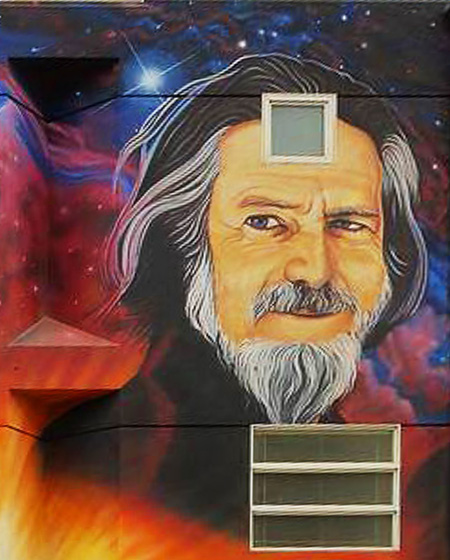
Игра отражает философию Алана Уотса

Кертис Эн с сайта Psnstores считает, что Everything выглядит гораздо амбициознее, чем она кажется с первого взгляда и что она является лучшим воплощением того, что значит игра с открытым игровым миром. «Это что-то вроде интерактивной коробки с игрушками, которая может похвастаться тем, что игрок может быть всем, что он там видит, будь то кит глубоко в океане или орел, летящий по небу». Концепция игры делает её реиграбельной и обеспечивает то, что игрок увлечётся игровым процессом на много часов. Критик также заметил, что создателям удалось передать через игру идею сопереживание вещам, понимание человеческого влияние и его роли во вселенной. Одновременно игра и не лишена своего юмора, позволяя заменять одни вещи на другие и создавая забавные ситуации, «превращая планеты в коров, которые будут в итоге танцевать вокруг солнца, превращённого в утку». Также критик оценил факт того, что игра продолжается и без вмешательства игрока, таким образом оставляя посыл, что «вселенная в конечном итоге будет дальше жить без нас». Кертис заметил, что с точки зрения игрового процесса и философии, Everything похожа на Flower, рецензент подытожил, что сама Everything заставит задуматься игрока о существовании и бытие.
Критик сайта Digital Chumps заметил, что Everything выглядит, как открытый игровой мир с набором целей, но в то же время не имеет никакой цели. Сама игра по мнению критика отражает саму суть бытия — непрерывный цикл живого мира, с которым игрок может соприкасаться, к растениям, животным, планетам и так далее. Сама игра начинается с управления животным среди природного ландшафта и выглядит настолько обманывающе скучной, что в этом моменте почувствовавший себя обманутым игрок может прервать игровой сеанс. Тем не менее игра не является шуткой и затрагивает вопрос самого существования, предлагая представления о том, как разные существа и предметы воспринимают окружающий их мир. В итоге игрок может «затеряться» в Everything на много часов и возвращаться к ней снова и снова. Критик подытожил, что игра предлагает идею того, что мы не одиноки в этом мире и «без нас, нас с вами, не было бы „их“».
Более сдержанный отзыв оставил критик сайта Multiplayer, заметив, что игра слишком необычна, чтобы она могла отпугнуть обыкновенного игрока. Несмотря на сильный философский посыл о бытие, игру подводит её недостаточно качественная реализация, ограниченная структура и отсутствие конкретной цели. Несмотря на это, критик рекомендует опробовать Everything игрокам, любящим расслабляющий опыт и углубляться в философские мысли. Отрицательный отзыв об игре оставила Элис Белла с сайта Video Gamer, заметив, что игрок, для которого чужда всякого рода «философия» просто не поймёт посыл игры. Критик также заметила, что с одной стороны игра хорошо демонстрирует идею того, «как ваши действия влияют на других, будь это бабочки или ураганы. Но в другом смысле это не верно, потому что последствия от начала разговора с незнакомцами на улице могут быть неприятными». Элис подытожила, что несмотря на то, что игра продвигает идею того, что мы все одинаковы, на практике это не правда.